# Белизе на Светском првенству у атлетици на отвореном 2023.
Белизе је учествовао на 19. Светском првенству у атлетици на отвореном 2023. одржаном у Будимпешти од 19. до 27. августа седамнаести пут. Репрезентацију Белизеа представљао је 1 атлетичар који се такмичио у трци на 100 м.,
На овом првенству такмичар Белизеа није освојио ниједну медаљу, нити је постигао неки резултат.

## Учесници
Мушкарци: 
- Брендон Џонс — Трка на 100 метара

## Резултати

### Мушкарци
| Атлетичар    | Дисциплина | Лични рекорд | Предтакмичење | Предтакмичење | Квалификације | Квалификације | Полуфинале           | Полуфинале           | Финале               | Финале       | Детаљи |
| Атлетичар    | Дисциплина | Лични рекорд | Резултат      | Место         | Резултат      | Место         | Резултат             | Место                | Резултат             | Место        | Детаљи |
| ------------ | ---------- | ------------ | ------------- | ------------- | ------------- | ------------- | -------------------- | -------------------- | -------------------- | ------------ | ------ |
| Брендон Џонс | 100 м      | 10,57        | 10,94 КВ      | 2. у гр. 2    | 10,95         | 7. у гр. 5    | Није се квалификовао | Није се квалификовао | Није се квалификовао | 51 / 71 (75) |        |